# محمد عرفات
محمد عرفات (10 ديسمبر 1994 - ) هو لاعب كريكت بنغلاديشي.

## وصلات خارجية
- محمد عرفات على موقع إي آس بي آن كريك إنفو (الإنجليزية)